# Eternals (filme)
Eternals (bra: Eternos; prt: Eternals (Eternos)) é um filme estadunidense de super-herói de 2021 baseado na equipe de mesmo nome da editora Marvel Comics. Produzido pelo Marvel Studios e distribuído pela Walt Disney Studios Motion Pictures, é o vigésimo sexto filme do Universo Cinematográfico Marvel (UCM). O filme é dirigido por Chloé Zhao, que escreveu o roteiro com Patrick Burleigh, Ryan Firpo e Matthew K. Firpo. É estrelado por um ensemble cast que inclui Gemma Chan, Richard Madden, Kumail Nanjiani, Lia McHugh, Brian Tyree Henry, Lauren Ridloff, Barry Keoghan, Don Lee, Harish Patel, Kit Harington, Salma Hayek e Angelina Jolie. No filme, os Eternos, uma raça alienígena imortal, emergem do anonimato depois de milhares de anos para proteger a Terra de suas contrapartes do mal, os Deviantes.
Em abril de 2018, o presidente da Marvel Studios, Kevin Feige, anunciou que um filme baseado nos Eternos havia começado a ser desenvolvido, com Ryan e  Matthew K. Firpo contratados para escreverem o roteiro em maio. Zhao foi confirmada para dirigir o filme no final de setembro e teve liberdade para usar seu próprio estilo nas filmagens, como filmar em mais locações do que os filmes anteriores do Marvel Studios. Zhao reescreveu o roteiro, o qual Burleigh também foi revelado ter contribuído. A fotografia principal ocorreu de julho de 2019 a fevereiro de 2020, no Pinewood Studios, bem como em locações como Londres e Oxford, na Inglaterra, e nas Ilhas Canárias.
Eternals estreou em Los Angeles em 18 de outubro de 2021 e foi lançado nos Estados Unidos em 5 de novembro, como parte da Fase Quatro do UCM. O filme arrecadou 402 milhões de dólares em todo o mundo. Recebeu avaliações mistas, com elogios focados em seus temas e visuais, e críticas voltadas para sua exposição, ritmo, tempo de execução e falta de desenvolvimento dos personagens.

## Enredo
Em 5000 A.C., dez Eternos superpoderosos — Ajak, Sersi, Ikaris, Kingo, Duende, Phastos, Makkari, Druig, Gilgamesh e Thena — são enviados pelo Celestial Arishem para a Terra na nave "Domo", para exterminar os invasores Deviantes. Ao longo dos milênios, eles protegem a humanidade dos perigos representados por essas criaturas, mas não podem interferir no desenvolvimento da população mundial. Depois que os supostos últimos Deviantes são mortos em 1500, há uma ruptura dentro do grupo, já que as opiniões divergem sobre sua responsabilidade para com a população. Eles passam os próximos quinhentos anos separados um do outro, esperando que Arishem os envie de volta ao seu planeta natal, Olímpia.
Atualmente, Sersi e Duende moram juntas em Londres. Após Sersi ser deixada por seu parceiro Ikaris, depois de quinhentos anos, ela agora tem um relacionamento com Dane Whitman, que trabalha no Museu de História Natural. Quando o trio é atacado pelo Deviante Kro uma noite, Ikaris aparece e espanta o monstro. Percebendo que os Deviantes voltaram, eles se preparam para reunir os Eternos restantes. Eles viajam para Dakota do Sul e descobrem que sua líder, Ajak, foi morta por um Deviante.
Sersi descobre que Ajak deu a ela a habilidade de se comunicar com Arishem, que revela que a missão dos Eternos não era lutar contra os Deviants, mas preparar a Terra para "O Despertar". Arishem explica que por milhões de anos, os Celestiais têm plantado suas sementes em planetas povoados para que um novo Celestial possa nascer. Os Celestiais enviaram os Deviantes para destruir os predadores do planeta para garantir o desenvolvimento da vida, mas os Deviantes evoluíram e caçaram as populações do planeta, resultando na chegada dos Eternos para abatê-los. Arishem explica que a Terra atingiu a população necessária para o nascimento do Celestial Tiamut, que resultará na destruição do planeta.
Tendo aprendido a amar a humanidade, os Eternos se reagrupam e decidem evitar o Despertar. Eles se reencontram com Kingo, Thena e Gilgamesh na Austrália antes de irem para a residência de Druig na floresta amazônica, onde são atacados por Kro e os Deviantes. Kro mata e absorve Gilgamesh, ganhando uma forma totalmente humanóide e habilidade de falar, antes de fugir. Depois de cremar Gilgamesh, eles visitam Phastos, que propõe a Druig fazer Tiamut dormir usando seus poderes de controle mental amplificados pela Uni-Mente, uma conexão entre todos os Eternos. Ikaris eventualmente revela que foi informado sobre o Despertar por Ajak séculos antes, ele a traiu, matando-a quando Ajak decidiu impedir o Despertar seis dias antes, ele foge junto com Duende determinado a cumprir seu propósito e permitir que Tiamut nasça. Kingo também deixa o grupo, pois não acha certo impedir o nascimento de um Celestial, mas ele também não quer lutar contra sua família.
Depois que Makkari localiza o local do Despertar no pé de um vulcão ativo no Oceano Índico, os Eternos batalham contra Ikaris e Duende. Kro, que quer vingança contra os Eternos, também entra no meio do conflito, Thena luta e o mata. Druig nocauteia Duende e eles trabalham juntos para subjugar Ikaris. Phastos ativa a Uni-Mente, à qual Ikaris se junta por causa de seu amor por Sersi. Druig não consegue parar Tiamut, então Sersi, que manipula matéria, transforma Tiamut em mármore. Atormentado pela culpa, Ikaris voa em direção ao sol, suicidando-se. Sersi explica que ela ainda tem um pouco de poder da Uni-Mente, e com a permissão de Duende, a transforma em humana.
A equipe se separa, com Thena, Druig e Makkari voando para o espaço na Domo para encontrar outros Eternos e contar toda a verdade sobre o plano de Arishem. Sersi, Phastos, Kingo e Duende ficam na Terra. Enquanto Dane confessa seu amor por Sersi e está prestes a revelar um segredo sobre sua complicada história familiar, ela, junto com Phastos e Kingo, são abduzidos para o espaço por Arishem, que está descontente por terem escolhido sacrificar um Celestial pelas pessoas do planeta, mas opta por poupá-los se suas memórias mostrarem que eles são dignos de viver. Ele jura voltar para julgamento.
Em uma cena no meio dos créditos, Thena, Makkari e Druig são visitados pelo Eterno Eros / Starfox, irmão de Thanos, e seu assistente Pip, que oferecem ajuda. Em uma cena pós-créditos, Whitman abre um baú antigo herdado de seus ancestrais que contém a lendária Espada de Ébano, enquanto uma voz fora da tela pergunta se ele está pronto para isso.

## Elenco

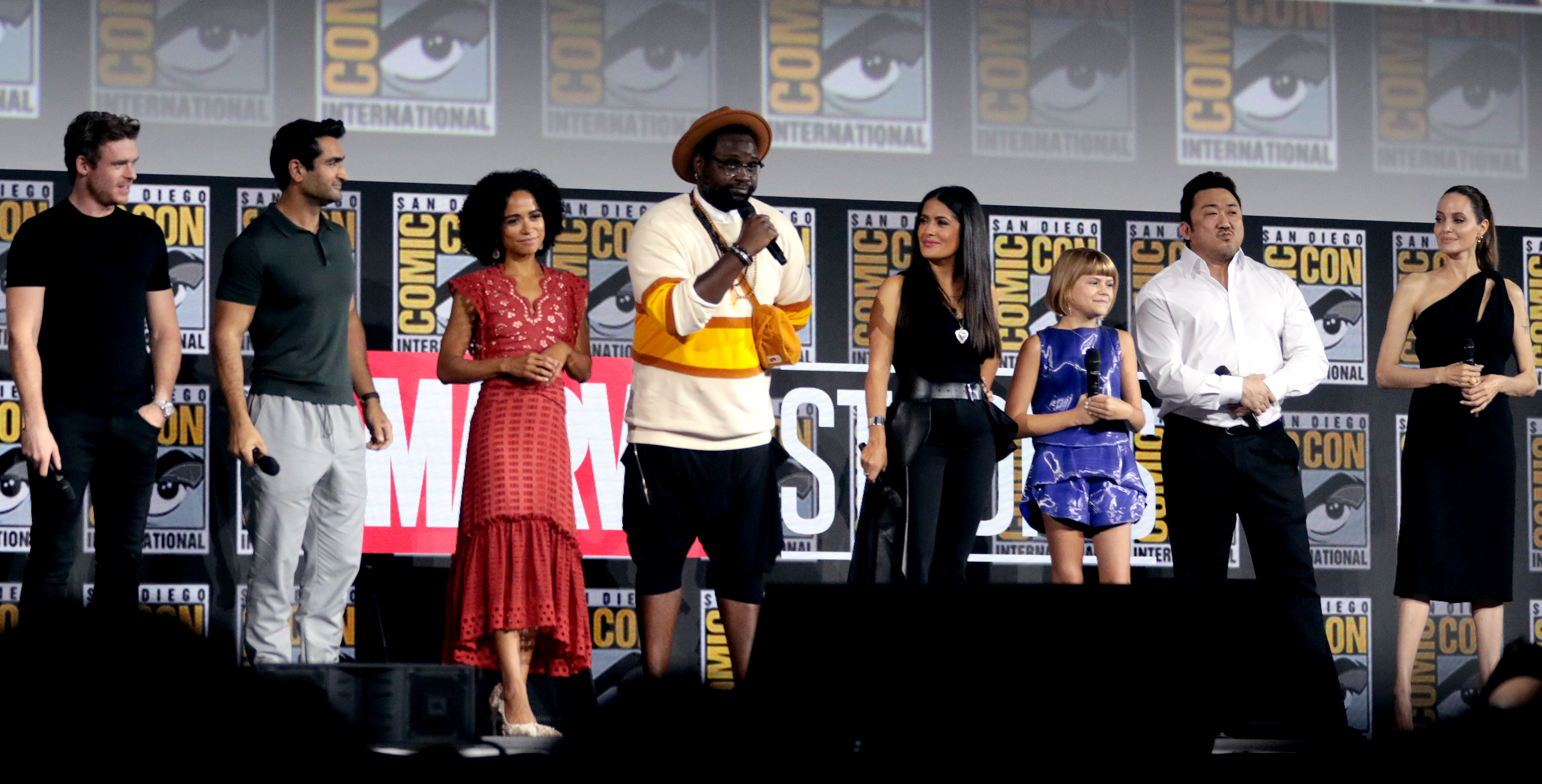
O elenco de Eternals na San Diego Comic-Con 2019 (da esquerda para a direita): Madden, Nanjiani, Ridloff, Henry, Hayek, McHugh, Lee e Jolie.

- Gemma Chan como Sersi:
Uma Eterna empática com uma forte conexão com os humanos e com a Terra, que pode manipular matéria inanimada. Sersi é apaixonada por Ikaris há séculos e tem uma forte ligação com Sprite. Ela é uma curadora de um museu na Terra, enquanto namorava Dane Whitman.[9][10] Feige descreveu Sersi como o protagonista do filme.[11] A diretora Chloé Zhao disse que ela e Chan estavam interessadas em criar "uma super-heroína feminina cheia de nuances que raramente é vista neste gênero". Zhao acrescentou que Chan "trouxe um belo senso de gentileza, compaixão e vulnerabilidade" a personagem que "convidaria os espectadores a repensar o que significa ser heróico".[9] Chan chamou Sersi de "pés no chão ... [e] com um pouco de espírito livre".[12] Chan anteriormente interpretou Minn-Erva no filme Captain Marvel (2019).[13]
- Richard Madden como Ikaris:
Um dos Eternos mais poderosos que pode voar e projetar raios de energia cósmica de seus olhos.[12] Falando sobre a relação entre Ikaris e Sersi, Madden disse que eles têm "um profundo nível de romance",[12] e "são dois lados opostos de como eles se conectam com o mundo", já que Sersi tem compaixão pelos humanos, enquanto Ikaris é mais desconectado devido à longa vida útil dos Eternos.[10] Madden trabalhou para encontrar uma maneira de retratar Ikaris de uma forma que ele não parecesse "entediado de tudo".[12] A visão de Zhao sobre Ikaris foi influenciada pela interpretação do Superman do diretor Zack Snyder em Man of Steel (2013), que "deixou uma forte impressão" nela por sua abordagem "autêntica e muito real".[14]
- Kumail Nanjiani como Kingo:
Um Eterno que pode lançar projéteis de energia cósmica de suas mãos. Apaixonado pela fama, Kingo se torna uma popular estrela do cinema de Bollywood para se misturar na Terra.[10][15] Nanjiani queria que sua atuação combinasse a atitude sagaz de John McClane, da série de filmes Die Hard, com o visual do ator de Bollywood, Hrithik Roshan,[16] e estudou os filmes de Errol Flynn e alguns dos filmes originais do Zorro. Nanjiani, que não é dançarino, achou difícil aprender as danças de Bollywood.[12]
- Lia McHugh como Duende: Uma Eterna que pode projetar ilusões vivas. Sprite parece ser uma criança de 12 anos, com McHugh chamando-a de "alma velha".[10]
- Brian Tyree Henry como Phastos:
Um Eterno e um inteligente inventor de armas e tecnologia.[12] Ele é o primeiro super-herói a ser retratado como gay em um filme do UCM.[17]
- Lauren Ridloff como Makkari:
Uma Eterna que tem supervelocidade e é a primeira super-heroína surda no UCM. Depois de começar a correr mais, em antecipação ao papel, ela mudou para a musculação para ter "a simetria de quem parece um velocista".[12]
- Barry Keoghan como Druig: Um Eterno indiferente que pode manipular as mentes dos outros.[12]
- Don Lee como Gilgamesh:
O Eterno mais forte, com uma profunda conexão com Thena.[12] Lee correu atrás o papel a fim de ser uma inspiração para a geração mais jovem como o primeiro super-herói coreano e foi capaz de utilizar seu treinamento de boxe para o papel.[10]
- Harish Patel como Karun: O mordomo de Kingo.[18][19]
- Kit Harington como Dane Whitman: Um humano que trabalha no Museu de História Natural em Londres e está namorando Sersi.[10][20]
- Salma Hayek como Ajak:
A líder sábia e espiritual dos Eternos, que tem a habilidade de curar e é a "ponte" entre os Eternos e os Celestiais. Mudar o personagem de um homem dos quadrinhos permitiu que Hayek se inclinasse para a feminilidade de Ajak e a tornasse a "figura materna" dos Eternos.[12] Hayek inicialmente hesitou em trabalhar com a Marvel, presumindo que ela teria um papel coadjuvante ou "uma espécie de avó".[10]
- Angelina Jolie como Thena:
Uma Eterna guerreira de elite que pode formar qualquer arma com energia cósmica e desenvolve um vínculo com Gilgamesh ao longo dos séculos.[10][12] Jolie treinou com várias espadas, lanças e cajados para o papel, além de fazer balé.[10]

Além disso, Bill Skarsgård dá a voz ao Deviante Kro, enquanto David Kaye dá a voz a Arishem, o Juiz. Haaz Sleiman e Esai Daniel Cross interpretam Ben e Jack, marido e filho de Phastos, respectivamente; e Zain Al Rafeea interpreta um aldeão que encontra os Eternos ao chegarem à Terra. Harry Styles aparece na cena no meio dos créditos como Eros / Starfox, o irmão de Thanos, enquanto Patton Oswalt dá a voz ao seu assistente, Pip, o Troll. Mahershala Ali tem um papel de voz não-creditado como Eric Brooks / Blade na cena pós-créditos, antes de estrelar seu próprio filme.

## Produção

### Desenvolvimento

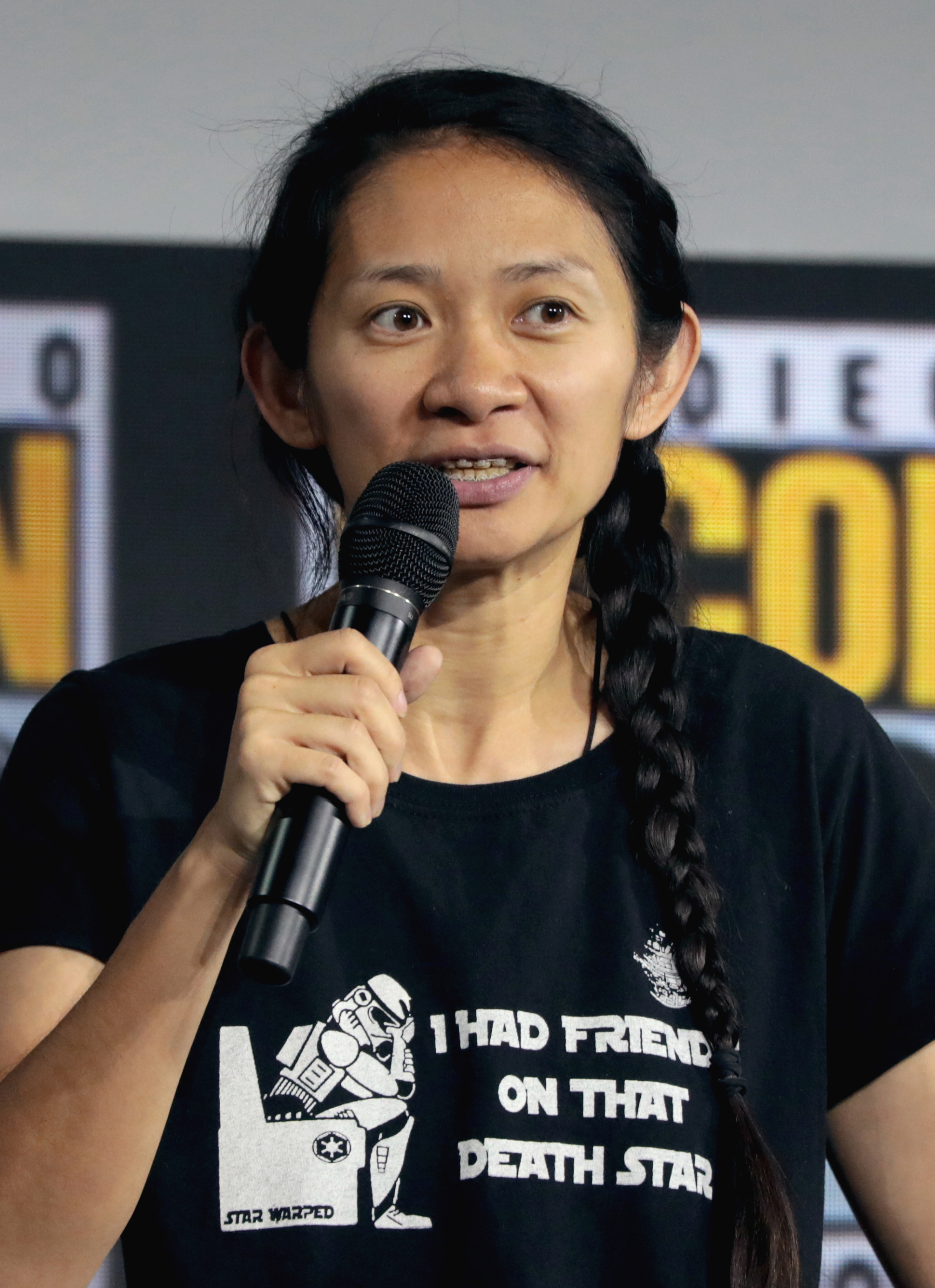
A diretora Chloé Zhao promovendo Eternals na San Diego Comic-Con 2019.

Em abril de 2018, o presidente da Marvel Studios, Kevin Feige, afirmou que o estúdio estava desenvolvendo ativamente um filme baseado na série dos quadrinhos da Marvel, Eternos, criado por Jack Kirby, para ser lançado em sua Fase Quatro. A Marvel se reuniu com vários roteiristas e acreditava-se que o filme seria focado na personagem Sersi. A Marvel confirmou Ryan e Matthew Firpo para escrever o roteiro um mês depois, com um esboço incluindo uma história de amor entre os personagens Sersi e Ikaris. Em junho, Feige disse que a Marvel estava interessada em explorar o "tropo de ficção científica com alienígenas antigos" com os Eternos sendo a inspiração para mitos e lendas ao longo da história do Universo Cinematográfico Marvel.
Durante o final de agosto, a busca do diretor para "Eternos" se estreitou em uma lista que incluía Chloé Zhao (que também estava concorrendo para dirigir o filme da Viúva Negra), Nicole Kassell, Travis Knight e a dupla Cristina Galego e Ciro Guerra. Zhao abordou a Marvel Studios sobre fazer o filme, já que ela era uma fã do UCM. Ela queria trabalhar com o estúdio para trazer sua própria visão e construção de mundo para a franquia, e os impressionou com uma apresentação que incluiu "resmas de efeitos visuais" para transmitir seu discurso, que Feige descreveu como fascinante. Zhao trabalhou com o produtor executivo Nate Moore para desenvolver seu argumento. A apresentação deixou a Marvel preocupada que ela pudesse assumir um projeto diferente de um outro grande estúdio, forçando-os a agir rapidamente para assegurá-la e Zhao foi contratada como diretora em setembro. Zhao esperava expandir o alcance do filme além de Avengers: Endgame (2019), mas também queria que ele tivesse intimidade. Zhao descreveu o filme como um caldeirão de influências, do trabalho original de Kirby, projetos anteriores do UCM, o fandom de Zhao do UCM e seu amor por ficção científica e filmes de fantasia e mangá. Falando especificamente sobre seu amor pelo mangá, ela esperava que essas influências criassem um "casamento entre o Oriente e o Ocidente". Zhao citou a série de TV Ancient Aliens, a série de jogos Final Fantasy, os conceitos do livro Sapiens: A Brief History of Humankind de Yuval Noah Harari e os filmes de Terrence Malick como suas inspirações para o filme.
A Marvel considerou os Eternos como uma "transição perfeita" para sua próxima fase de filmes, juntamente com projetos como Captain Marvel (2019), permitindo que o estúdio apresentasse um grupo diversificado de atores para retratar os vários "Eternos". Os documentos iniciais de planejamento de Moore para o projeto, incluindo a troca de gêneros, sexualidades e etnias de alguns personagens dos quadrinhos, com Zhao defendendo ainda mais essa abordagem. Em fevereiro de 2019, Feige reiterou que a Marvel estava interessada nos Eternos devido à história épica e centenária de Kirby, com a versão do filme abrangendo 7.000 anos e explorando o lugar da humanidade no cosmos. Zhao observou que os Eternos "viveram entre nós por tanto tempo, [eles têm] as mesmas lutas como identidade, propósito, fé, liberdade pessoal versus um bem maior — toda a dualidade e falhas que nos tornam humanos". Ao tentar desenvolver uma história que se estendeu por tantos anos, a Marvel percebeu que os personagens provavelmente seriam uma unidade familiar, com amizade que iria "se transformar em aminimigo, e depois em inimigos, e então voltar a ser amigos". Zhao também olhou para a Terra como o décimo primeiro personagem do filme, narrando sua jornada ao lado dos personagens Eternos. A Marvel também queria criar mais filmes "ensemble" que não fossem filmes de crossover, como Guardians of the Galaxy (2014), ao mesmo tempo em que apresentava personagens relativamente desconhecidos ao público, como fizeram com os personagens-título do filme e com os Vingadores.

### Pré-produção
Eu queria que refletisse o mundo em que vivemos. Mas também queria montar um elenco que parecesse um grupo de desajustados. Eu não queria os atletas. Quero que você saia no final do filme sem pensar: 'Essa pessoa é dessa etnia, essa pessoa é dessa nacionalidade.' Não. Quero que você saia pensando: 'Isso é uma família.' Você não pensa sobre o que eles representam.

—Zhao sobre a diversidade do elenco
Angelina Jolie se juntou ao elenco em março de 2019, supostamente como Sersi, com Kumail Nanjiani e Don Lee em papéis não revelados no mês seguinte. Naquela época, esperava-se que o filme apresentasse o primeiro super-herói gay da Marvel Studios. Em maio, Richard Madden iniciou as negociações para o papel de Ikaris, e no mês seguinte, Salma Hayek havia entrado em negociações precoces para um papel não revelado. Em julho, a Variety informou que o elenco incluía Jolie, Madden e Millie Bobby Brown, mas Brown negou que ela tivesse sido escalada.
Na San Diego Comic-Con 2019, Feige anunciou oficialmente o filme com uma data de lançamento para 6 de novembro de 2020. Ele confirmou o elenco com Jolie, Nanjiani, Lee, Madden e Hayek, revelando seus papéis como Thena, Kingo, Gilgamesh, Ikaris e Ajak respectivamente. Também anunciaram Lauren Ridloff como Makkari, Brian Tyree Henry como Phastos e Lia McHugh como Sprite. Zhao procurou por atores para cada papel que pudessem "encontrar um pouco de si mesmos em seus personagens". Feige acrescentou que um desses atores estava interpretando um personagem LGBTQ+, com o ator Haaz Sleiman mais tarde revelando que Phastos é retratado como gay no filme. Sleiman interpreta o marido do personagem, e os dois têm um filho. Sleiman sentiu que era importante retratar "como uma família queer pode ser amorosa e bonita" ao invés da descrição "sexual ou rebelde" em alguns meios de comunicação. Feige disse que o relacionamento foi "sempre meio inerente à história" e ele sentiu que foi "extremamente bem feito" no filme, enquanto Sleiman disse que era uma representação "atenciosa".
Eternos é ambientado após os eventos de Vingadores: Ultimato e aborda porque os Eternos não interferiram em nenhum conflito anterior no UCM. Tanto Feige quanto Moore disseram que o filme teria "grandes efeitos em cascata" no futuro do UCM e, às vezes, era "um desafio" equilibrar a natureza fundamentada do UCM com a "grandeza mítica" da propriedade dos Eternos.

### Filmagens
No anúncio oficial do filme, em julho de 2019, a fotografia principal havia começado no Pinewood Studios, em Buckinghamshire, Inglaterra. Ben Davis atuou como diretor de fotografia, depois de fazê-lo em outros filmes do UCM. Zhao disse que o Marvel Studios permitiu que ela tivesse liberdade criativa para filmar no local, "exatamente do jeito que ela queria". Ela foi capaz de usar um estilo semelhante aos seus filmes anteriores, incluindo tomadas em 360 ° e trabalhando com a mesma câmera e equipamentos usados em seu filme Nomadland (2020), que Zhao escolheu filmar juntamente com The Eternals. Zhao sentiu que "teve sorte porque a Marvel quer correr riscos e fazer algo diferente". Zhao citou The Revenant (2015) como uma influência primária ao compor as sequências de ação do filme.
Gemma Chan e Barry Keoghan estavam em negociações para se juntar ao elenco em agosto de 2019. Chan anteriormente interpretou Minn-Erva em Captain Marvel, mas relatos notaram que ela estava sendo potencialmente observada pela Marvel para interpretar uma personagem diferente no filme. Desde que Minn-Erva morreu, Chan sentiu que era improvável que ela retornasse ao UCM, mas depois de trabalhar no filme, Feige disse a ela que o estúdio queria "fazer melhor uso" dela em um projeto futuro. Isso levou Chan a fazer um teste para Sersi, uma das últimas atrizes a ser considerada para o papel. Mais tarde, Chan descreveu Sersi como o papel mais difícil para escalar. Chan e Keoghan foram confirmados como Sersi e Druig, respectivamente, na D23 Expo ainda em agosto, juntamente com Kit Harington como Dane Whitman. Chan disse que ela e os estúdios da Marvel ficaram surpresos ao ver como logo após Captain Marvel seu novo papel surgiu, com ambos presumindo que seria um projeto mais distante no futuro. Harish Patel foi escalado no final de agosto como Karun, agente de Kingo, e filmou sua parte de setembro de 2019 até janeiro de 2020.
No início de novembro, as filmagens ocorreram nas Ilhas Canárias. Toda a equipe, incluindo Jolie e Madden, teve que ser evacuada de um local na ilha de Fuerteventura, devido a um dispositivo explosivo encontrado lá, considerado um armamento remanescente de uma base nazista. Mais tarde naquele mês, Zain Al Rafeea se juntou ao elenco. No início de janeiro de 2020, as filmagens ocorreram fora do Museu de História Natural da Universidade de Oxford, em Oxford, Inglaterra, e também em Hampstead Heath, em Londres, sob o título provisório "Sack Lunch". Gemma Chan disse que o processo de filmagem foi muito diferente do que ela experimentou em Captain Marvel, explicando que Eternals foi filmado mais em locações e utilizaram luz natural, enquanto Captain Marvel foi feito um trabalho em estúdio com tela azul. As filmagens foram encerradas em 04 de fevereiro de 2020.

### Pós-produção
Em março de 2020, a Scanline VFX, uma das empresas que trabalha nos efeitos visuais do filme, confirmou que estaria trabalhando remotamente devido à pandemia de coronavírus 2019-2020. No início de abril, a Disney transferiu grande parte de seus filmes da Fase Quatro devido à pandemia de coronavírus, movendo a data de lançamento dos Eternos para 12 de fevereiro de 2021. Em agosto, o título do filme foi encurtado para Eternals e, no mês seguinte, a data de lançamento foi adiada para 5 de novembro de 2021. As refilmagens ocorreram em meados de novembro de 2020.
Em janeiro de 2021, Zhao revelou que também era roteirista do filme, com a revelação de que Patrick Burleigh também trabalhou no roteiro. Filmagens adicionais ocorreram em Los Angeles no início de fevereiro, também sob o título provisório "Sack Lunch". Dylan Tichenor e Craig Wood atuam como co-editores do filme. Tichenor disse que Zhao geralmente edita seus próprios filmes e tem "opiniões fortes", mas em Eternos ela confiava em Tichenor e Wood devido ao tamanho da produção e à contínua temporada de premiações para Nomadland. Tichenor acrescentou que Zhao respeitava a experiência de edição e o ponto de vista da dupla, e eles fizeram o primeiro corte do filme sem muita ajuda dela. Eles começaram a ajustar o filme com base no feedback de Zhao e ainda estavam trabalhando na edição em abril de 2021. No final do mês, Zhao disse que a edição do filme estava em sua "reta final" e Jashaun St. John foi revelado para aparecer no filme, depois de estrelar anteriormente no filme de Zhao, Songs My Brothers Taught Me (2015).
Harish Patel foi revelado para aparecer no filme no início de maio. No final do mês, com o lançamento do primeiro teaser trailer e pôster, os créditos de roteirista do filme foram revelados, com Zhao creditada como roteirista, tanto como colaboradora solo quanto como parte de uma equipe de roteiristas com Patrick Burleigh, enquanto Ryan e Matthew K. Firpo receberam crédito pela história. Além disso, foi revelado que Gil Birmingham fazia parte do elenco do filme. Em julho de 2021, o Writers Guild of America West apresentou os créditos finais do roteiro do filme, concedendo a Ryan e Matthew K. Firpo os créditos de roteiro junto com Zhao e a equipe de Zhao e Burleigh, além de seus créditos pela história. Moore acreditava que o estúdio "mordeu o máximo que pudemos" com o filme, criando um que "parecia urgente e presente e tinha um ritmo [rápido], mas também demorou para refletir sobre os séculos".
Na estreia mundial do filme, Matt Donnelly, da Variety, twittou que Harry Styles fez uma aparição em uma cena pós-créditos como Eros, irmão de Thanos nos quadrinhos, que não foi mostrado nas primeiras exibições do filme para a imprensa. Zhao revelou mais tarde que ela "manteve os olhos [em Styles]" desde sua aparição no filme Dunkirk (2017), acreditando que ele "me faz pensar em Eros como um personagem".

## Trilha sonora
Ramin Djawadi compôs a trilha do filme, depois de compor para Iron Man (2008). Duas canções da trilha sonora do filme, "Across the Oceans of Time" e "Eternals Theme", foram lançadas como singles em 22 de outubro de 2021, enquanto o álbum completo foi lançado em 3 de novembro. A faixa final é interpretada por Celina Sharma.
| Eternals (Original Motion Picture Soundtrack) |                                |         |  |
| N.º                                           | Título                         | Duração |  |
| 1.                                            | "Eternals Theme"               | 3:47    |  |
| 2.                                            | "It is Time"                   | 2:17    |  |
| 3.                                            | "Mission"                      | 4:30    |  |
| 4.                                            | "Somewhere in Time"            | 1:39    |  |
| 5.                                            | "The Domo"                     | 1:57    |  |
| 6.                                            | "Joie De Vivre"                | 2:13    |  |
| 7.                                            | "Celestials"                   | 6:46    |  |
| 8.                                            | "Life"                         | 5:22    |  |
| 9.                                            | "Not Worth Saving"             | 2:49    |  |
| 10.                                           | "Remember"                     | 5:32    |  |
| 11.                                           | "Across the Oceans of Time"    | 3:50    |  |
| 12.                                           | "This Is Your Fight Now"       | 2:46    |  |
| 13.                                           | "Audience with Arishem"        | 5:33    |  |
| 14.                                           | "Isn't It Beautiful"           | 2:38    |  |
| 15.                                           | "I Have Been Waiting for This" | 3:23    |  |
| 16.                                           | "Emergence Sea"                | 2:22    |  |
| 17.                                           | "Eternal Loss"                 | 3:24    |  |
| 18.                                           | "A Wish"                       | 2:41    |  |
| 19.                                           | "Earth is Just One Planet"     | 1:39    |  |
| 20.                                           | "Nach Mera Hero"               | 3:09    |  |
| Duração total:                                | Duração total:                 | 68:17   |  |

## Marketing

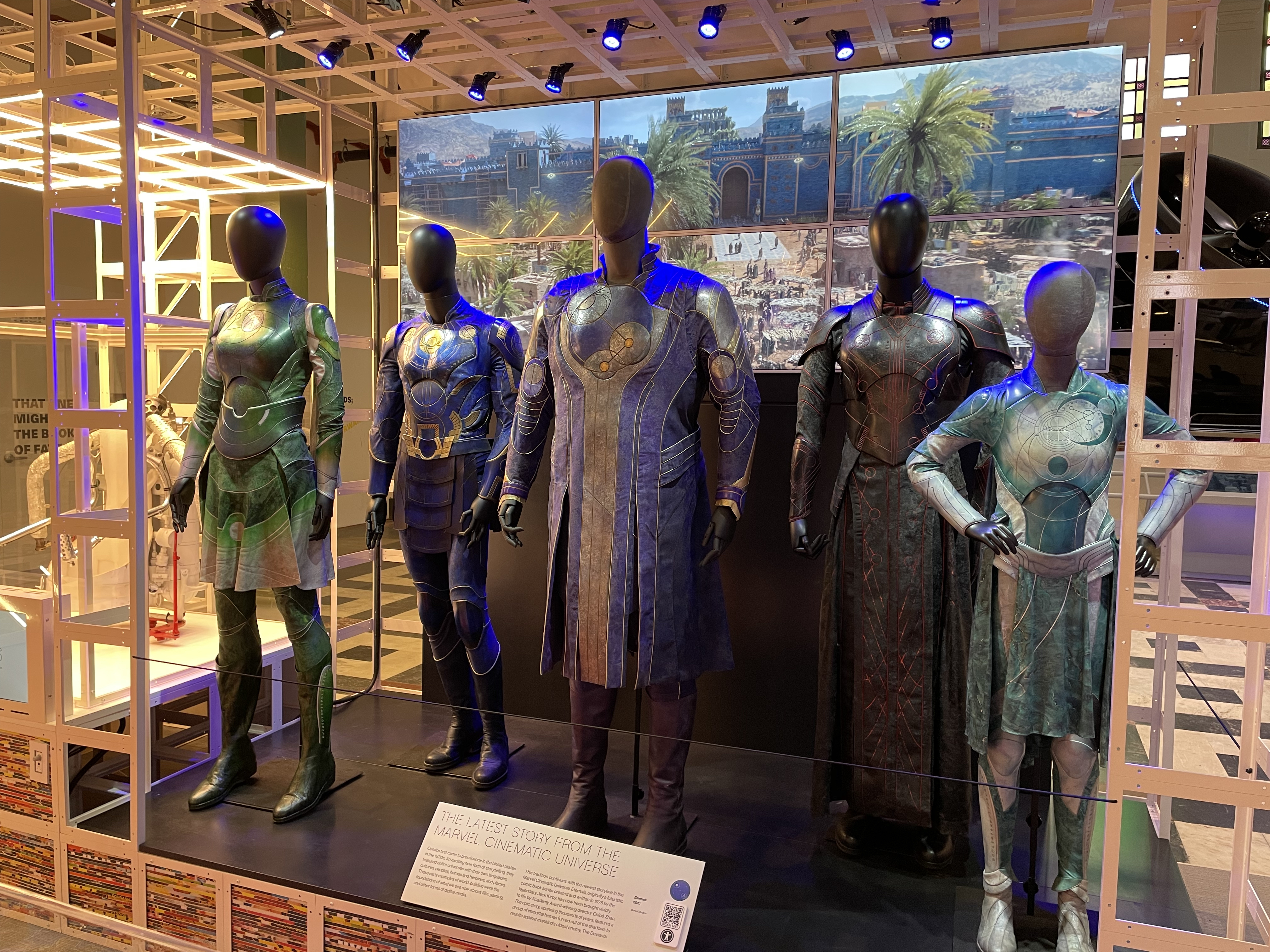
Figurinos do filme em exibição como parte da exposição Futures na Smithsonian Institution

As primeiras cenas do filme foram lançadas em maio de 2021 como parte de um vídeo promocional do Marvel Studios comemorando seus filmes e seu retorno aos cinemas. Embora a filmagem tenha sido limitada e "vaga", Hoai-Tran Bui do /Film ainda achou que era "muito emocionante". Chaim Gartenberg, do The Verge, sentiu que um dos maiores momentos das cenas foi ver Angelina Jolie empunhando uma espada feita de luz. Ele também ficou animado com o fato de Eternals parecer um dos primeiros filmes da Marvel a "cumprir [sua] promessa de anos de criar filmes com elencos mais diversos". Michael Arbeiter, do Nerdist, disse que embora as cenas tenham sido rápidas, "emanam um ar de admiração".
O primeiro teaser do filme foi lançado em 24 de maio de 2021. Gartenberg notou como o teaser era leve nos elementos do enredo, ao invés de focar no "escopo da equipe de super-heróis e seus membros ao longo da história humana". Ele também acreditava que o filme era "uma grande mudança" do Marvel Studios para atrair o público com uma propriedade dos quadrinhos menos conhecida, mas acreditava que teria sucesso devido ao seu elenco diversificado de atores conhecidos e ao status de Zhao como "uma das mais emocionantes diretoras por aí". Charlies Pulliam-Moore, do io9, sentiu que o trailer era uma "recapitulação de múltiplos milênios da história da Terra", e disse que não estava claro quanto o a história principal do UCM impactaria no filme fora de uma breve referência aos Vingadores no final do trailer. Escrevendo para a Entertainment Weekly, Nick Romano sentiu que o teaser era uma combinação de "momentos emocionantes e indutores de arrepios" e algumas piadas. Erik Adams, do The A.V. Club, sentiu que o local provocou alguns ângulos novos para o UCM de uma forma semelhante a Thor: Ragnarok (2017) e Guardians of the Galaxy (2014), e ele gostou das imagens da dança Bollywood de Kingo, Sprite se apresentando no karaokê e a cena final dos Eternos comendo juntos e brincando sobre os Vingadores. Depois de ver o teaser, Adam B. Vary, da Variety, descreveu o filme como "inquestionavelmente um filme de Chloé Zhao", mas desejou que mais cenas de ação fossem apresentadas no teaser para ver como Zhao as abordaria no filme. Adele Ankers, do IGN, analisou o pôster que foi lançado ao mesmo tempo que o trailer, destacando como os Eternos aparecem em silhueta contra um fundo iluminado pelo sol que ela descreveu como "mais uma amostra do estilo de filmagem característico de Chloé Zhao e o uso de luz natural para iluminar um quadro" que será visto no filme. Após o lançamento, o teaser rapidamente se tornou o vídeo número um nos trendings do YouTube e acumulou 77 milhões de visualizações mundiais nas primeiras 24 horas. O presidente de marketing da Disney, Asad Ayaz, disse que o teaser foi projetado para ser apenas uma introdução ao tom e aos personagens, e não revelar muito do filme, acrescentando que a equipe de marketing seria "muito criteriosa" quando mais material fosse revelado, ao mesmo tempo usando os lançamentos de Viúva Negra e Shang-Chi and the Legend of the Ten Rings antes de Eternals para ajudar a expor o público aos personagens.
O trailer final foi lançado em agosto de 2021, com Ethan Shanfeld e Manori Ravindran, da Variety, sentindo que era "mais sério no tom" do que o teaser com os Eternos "lutando com a perspectiva de emergir após séculos vivendo separados para ajudar os humanos". Devan Coggan, da Entertainment Weekly, sentiu que o trailer era o "melhor vislumbre até agora" do filme e deu uma "noção da vasta escala e alcance do filme", enquanto respondia a "uma pergunta importante" sobre a ausência dos Eternos durante o conflito contra Thanos em Avengers: Infinity War e Avengers: Endgame. Aaron Couch, do The Hollywood Reporter, disse que o trailer "revela muito da trama [do filme], bem como os poderes de seus personagens, provocando as respostas às principais questões sobre a quem os Eternos respondem, sua relação com a Terra e por que eles não intervieram" no conflito contra Thanos.
Em outubro de 2021, a Lexus lançou um comercial promovendo o filme, e seu sedã esportivo Lexus IS 500, estrelado por Nanjiani como Kingo, com os diretores do UCM, Joe e Anthony Russo, orientando o desenvolvimento e a Framestore trabalhando nos efeitos visuais. A Lexus criou dez carros conceituais baseados nos dez personagens de Eternals. O IS 500 e o Lexus NX serão apresentados no filme. A partir de 20 de novembro de 2021, figurinos selecionados do filme fizeram parte da exposição Futures no Edifício de Artes e Indústrias da Smithsonian Institution, que ficará em exposição até julho de 2022. O conteúdo dos bastidores, analisando a evolução do visual do filme, bem como uma experiência de realidade aumentada também foram incluídos na exposição.

## Lançamento
Eternals estreou mundialmente no Dolby Theatre em Los Angeles em 18 de outubro de 2021, e foi exibido no Festival de Cinema de Roma em 24 de outubro. O filme foi lançado em vários países europeus em 3 de novembro, e nos Estados Unidos e no Reino Unido em 5 de novembro. Em setembro de 2021, a Disney anunciou que o filme teria um lançamento exclusivo nos cinemas por um período mínimo de 45 dias. Estava programado para ser lançado em 6 de novembro de 2020, antes de mudar para 12 de fevereiro de 2021, e, em seguida, para novembro de 2021, por causa da pandemia de COVID-19. Fará parte da Fase Quatro do UCM.

### Censura
Em maio de 2021, um relatório da mídia estatal chinesa excluiu Eternals, assim como Shang-Chi and the Legends of the Ten Rings, de sua lista de filmes do UCM que seriam lançados, o que a Variety observou "adicionado aos rumores" de que os filmes não seriam lançados na China, especialmente porque Zhao havia se tornado "uma persona non grata inesperada" no país, após ela ser exposta por internautas chineses sobre seus comentários em uma entrevista de 2013 para a revista Filmmaker, na qual ela descreveu a China como "um lugar onde há mentiras por toda parte". Em setembro de 2021, o Deadline Hollywood relatou que havia "uma questão em aberto" se o governo chinês ou Zhao tentariam "reabilitar" a situação, mas "parece provável" que o filme não seja lançado na China após a resposta do país a Nomadland, bem como Shang-Chi and the Legends of the Ten Rings provavelmente não sendo lançado no país, após a reação dos comentários feitos por Simu Liu em 2017.
O filme não foi lançado na Arábia Saudita, Kuwait, Catar, Bahrein e Omã devido à representação de um casal gay. No entanto, os cinemas dos Emirados Árabes Unidos, Jordânia, Líbano e Egito exibem uma versão editada do filme que não tem todas as cenas de amor. Angelina Jolie criticou a decisão dos países de proibir o filme, dizendo: “Estou triste [por esse público]. E estou orgulhosa da Marvel por se recusar a cortar essas cenas. Ainda não entendo como vivemos em um mundo hoje em que ainda há [pessoas] que não veriam a família de Phastos e a beleza dessa relação e desse amor. Como alguém está zangado com isso, ameaçado por isso, não aprova ou aprecia isso é ignorante". O ator libanês Haaz Sleiman, que interpretou o marido de Phastos, Ben, no filme, também expressou a mesma reação em relação ao assunto: "Eles se mantiveram firmes e disseram: 'Não, não vamos comprometer a integridade do nosso filme'. Isso fez com que esses países árabes parecessem tão ignorantes e patéticos. Não tenho respeito por esses governos. Eles mostraram ao mundo que não são apenas uma desgraça para a humanidade, mas para Deus. Esperançosamente, isso inspirará o povo saudita, o povo do Kuwait e o povo do Qatar a reagir". A Marvel mais tarde concordou em cortar qualquer tipo de cena de amor, incluindo o beijo do casal gay para o lançamento do filme na Indonésia, que recebeu elogios do Conselho de Censura do Filme Indonésio (LSF).

### Home media
Eternals foi disponibilizado no Disney+ em 12 de janeiro de 2022, com as opções de escolha entre a versão de cinema ou uma versão IMAX Enhanced. Comentários em áudio e conteúdos adicionais de bônus para o filme serão adicionados ao Disney+ em março de 2022. Será lançado em Ultra HD Blu-ray, Blu-ray e DVD em 15 de fevereiro. A mídia doméstica do filme inclui comentários em áudio, cenas excluídas, erros de gravação e vários recursos de bastidores.

## Recepção

### Bilheteria
Até 18 de janeiro de 2022, Eternals arrecadou 164,9 milhões de dólares nos Estados Unidos e Canadá, e 237,1 milhões de dólares em outros territórios, para um total mundial de 402 milhões de dólares. O fim de semana de abertura do filme arrecadou 162 milhões de dólares globalmente, que foi o segundo maior fim de semana de estreia mundial na pandemia de COVID-19 para um filme de Hollywood, para o qual IMAX contribuiu com mais de 13,6 milhões de dólares.

#### Pré-venda de ingressos e projeções
As vendas antecipadas de ingressos para Eternals foram estimadas em 2,6 milhões de dólares nas primeiras 24 horas, superando as de Shang-Chi and the Legend of the Ten Rings (1,4 milhões de dólares) e Black Widow (2 milhões de dólares) durante o mesmo período, enquanto os cinemas AMC tiveram o maior primeiro dia de vendas do filme de 2021. Em novembro, a Fandango informou que as pré-vendas de Eternals foram as segundas maiores em 2021, ficando atrás de Viúva Negra. Em outubro de 2021, o Boxoffice Pro inicialmente projetou que o filme arrecadaria entre 82–102 milhões de dólares no fim de semana de estreia e cerca de 210–280 milhões de dólares em bilheteria nacional total. No final do mês, o BoxofficePro modificou suas projeções para 67–92 milhões de dólares para o fim de semana de estreia do filme, e cerca de 165–215 milhões de dólares na bilheteria doméstica total, devido à recepção mista da crítica inicial. De acordo com o Deadline Hollywood, espera-se que Eternals fature 75 milhões de dólares em seu fim de semana de estreia doméstica, e cerca de 150 milhões de dólares mundialmente.

#### Performance
Nos Estados Unidos e Canadá, Eternals arrecadou 30,7 milhões de dólares em seu dia de estreia, que incluiu 9,5 milhões de dólares em pré-estreias de quinta-feira à noite, marcando o terceiro maior dia de abertura da pandemia, atrás de Black Widow e Venom: Let There Be Carnage. Seu fim de semana de estreia arrecadou 71 milhões de dólares, tornando-se o filme mais vendido do fim de semana. O IMAX foi responsável por mais de 7,6 milhões de dólares no fim de semana. Isso marcou o quarto maior fim de semana de abertura da pandemia. A bilheteria do fim de semana de abertura doméstico foi menor do que várias projeções de pré-lançamento. O Deadline atribuiu isso à recepção geral mista do filme por parte da crítica e do público. Em seu segundo fim de semana, Eternals permaneceu como o filme mais visto, arrecadando mais de 27,5 milhões de dólares. Em seu terceiro fim de semana, o filme arrecadou 10,8 milhões de dólares, terminando em segundo, atrás de Ghostbusters: Afterlife. Em seu quarto fim de semana, Eternals foi o quarto, com mais de 11,5 milhões de dólares ganhos no fim de semana de Ação de Graças de cinco dias. Eternals é atualmente o sexto filme de maior bilheteria de 2021 nos Estados Unidos.
Fora da América do Norte, Eternals faturou mais de 90,7 milhões de dólares em seu fim de semana de abertura em 46 mercados. Foi o número um em quase todos esses mercados. A receita do fim de semana de abertura internacional excedeu várias projeções de pré-lançamento. O IMAX contribuiu com 6 milhões de dólares da receita de abertura de 58 países. O filme marcou a maior estreia da pandemia na Itália, Brasil e Hong Kong. Na Coréia, Eternals arrecadou 14,4 milhões de dólares, marcando a maior estreia de um filme de Hollywood durante a pandemia. Na Rússia, o filme arrecadou uma estreia de 5,4 milhões de dólares em seis dias. Em seu segundo fim de semana, Eternals faturou 48 milhões de dólares em 49 mercados, uma queda de 49%. Permaneceu como o número um em muitos desses territórios. No fim de semana seguinte, o filme arrecadou 22,7 milhões de dólares. Foi o filme mais visto do fim de semana internacionalmente, permanecendo como o melhor filme em muitos territórios, incluindo todos os mercados da América Latina, exceto México. No quarto fim de semana do filme, Eternals acumulou 10,2 milhões de dólares, ultrapassando No Time to Die e se tornando o filme de maior bilheteria da pandemia na Itália. Em 21 de novembro de 2021, os maiores mercados do filme eram Coréia do Sul (26,4 milhões de dólares), Reino Unido (18,7 milhões de dólares), França (14,9 milhões de dólares), México (14,3 milhões de dólares) e Brasil (11,1 milhões de dólares).

### Crítica
O agregador de avaliações Rotten Tomatoes relatou uma taxa de aprovação de 53%, com uma pontuação média de 5,8 / 10, com base em 180 avaliações. O consenso crítico do site diz: "Um ambicioso épico de super-heróis que voa tão frequentemente quanto se esforça, Eternals leva o UCM em intrigantes—e ocasionalmente confundindo—novas direções". No Metacritic, o filme tem uma pontuação média ponderada de 53 em 100, com base em 47 críticas, indicando "críticas mistas ou médias". A pesquisa feita com o público da CinemaScore deu ao filme uma nota média de "B" em uma escala de A+ a F, a nota mais baixa para um filme MCU, e a PostTrak relatou que 78% dos membros da audiência deram uma nota positiva, com 60% dizendo que definitivamente o recomendariam.
Charlotte O'Sullivan, do Evening Standard, deu ao filme 4/5 estrelas, descrevendo-o como "luxuoso" e "ambicioso", e escreveu: "A coisa toda é muito longa... Leva uma eternidade para terminar? De jeito nenhum. Com personagens e conceitos tão fortes, Zhao está certa em não se apressar". Robert Abele, do TheWrap, elogiou o filme, comentando: "Depois de tantos filmes da Marvel que defendem as ramificações mais espinhosas de suas narrativas heróicas, há uma seriedade nas participações operísticas em "Eternals" que de alguma forma ajuda a fundir o que é fisicamente espetacular e filosófico sobre isto". Oliver Jones, do Observer, afirmou que "um dos aspectos mais impressionantes dos Eternos é como as identidades da equipe culturalmente representativas atuam no tema e na história de maneiras poderosas e essenciais". Owen Gleiberman, da Variety, ficou desapontado com a falta de estilo cinematográfico de Zhao que moldou seus filmes The Rider (2017) e Nomadland(2020) para "abraçar o convencionalismo expositivo direto da produção cinematográfica da Marvel", mas ele sentiu que o filme era "francamente divertido e gratificante", apesar de seu longo tempo de duração, e um filme de super-herói "muito comum". Ele considerou os Eternos um "protótipo vencedor de um mundo de super-heróis mais dinâmico e inclusivo". Moira Macdonald, do The Seattle Times, deu ao filme 3/4 estrelas, escrevendo que "tem suas falhas; em poucas palavras, é muito longo ... tem alguns pontos bem lentos no meio do filme e precisa desesperadamente de um pouco mais de inteligência" , mas acrescentou: "o que tem é um humor palpável e artístico; este é um filme cheio de super-heróis que passam o tempo pensando e sentindo, e de efeitos especiais que não são apenas velozes, mas muitas vezes delicadamente elegantes". Ela descreveu Eternals como "um tipo diferente de filme de super-herói; não para o gosto de todos, mas feito para todos nós".
Três críticos deram ao filme três de cinco estrelas: Linda Marric, do The Jewish Chronicle, deu ao filme 3/5 estrelas, descrevendo-o como "uma mistura de bem-intencionados, mas absurdamente verborrágico e desconcertantemente incoerente, que é apenas salvo por algumas performances decentes". Nicholas Barber, da BBC, também deu ao filme 3/5 estrelas, escrevendo: "considerando que esta saga de ficção científica é dirigida por Zhao, e que sua história abrange a criação do Universo e o destino do planeta, teria sido razoável esperar que isso desperte admiração de queixo caído, em vez da apreciação relutante de um trabalho eficiente e profissional", e Clarisse Loughrey, do The Independent, disse que "se esforça para a mesma expansividade da alma" que Nomadland, "mas descobre que há espaço suficiente apenas para uma explosão ocasional dela". Brian Truitt, do USA Today, deu ao filme 2,5 / 4 estrelas; ele sentiu que "Eternals parece diferente de qualquer outro filme da Marvel e é talvez o mais acolhedor para os neófitos para sempre do UCM" devido à utilização da "tendência de Zhao para ambientes naturalistas", mas escreveu que a narrativa "luta para conciliar seus muitos subenredos e tentativas de fazer muito em suas pesadas duas horas e 37 minutos". Mark Kennedy, da Associated Press, deu ao filme uma classificação semelhante, criticando seus diálogos e cenas de luta, mas elogiando seus efeitos visuais e a performance de Nanjiani que ele sentiu que, sem ele, teria apenas "muitos super-heróis parados em trajes legais, apertando muito os olhos". Shirley Li, da The Atlantic, criticou o uso da exposição pelo filme, mas escreveu: "Ainda assim, o exame delicado de Zhao sobre seus personagens ofusca os momentos mais maçantes e complicados de Eternals".
Três críticos deram ao filme duas de cinco estrelas: Robbie Collin, doThe Daily Telegraph, sentiu que estava "constantemente envolvido em uma espécie de teatro de autenticidade dentado, desviando-se de seu caminho para mostrar que está fazendo todas as coisas que o cinema de verdade faz, embora nenhuma delas traga qualquer benefício perceptível para o filme em questão". Kevin Maher, do The Times, sentiu que tinha "uma estranha energia auto-sabotadora no coração deste grande blockbuster". Steve Rose, do The Guardian, sentiu que "Não é exatamente chato—sempre há algo novo para se ver—mas nem é particularmente empolgante e não tem o humor alegre dos melhores filmes da Marvel", e acrescentou: "É como entrar em Avengers: Endgame frio sem ter visto nenhum dos filmes anteriores". K. Austin Collins, da Rolling Stone, escreveu: "Eternals é bom em nos dizer onde olhar, em nos impressionar com seu senso de grandeza fabricado. O que falta a ele é qualquer senso crível do que realmente vale a pena ver". Justin Chang, do Los Angeles Times, comparou o filme a The Tree of Life e The Old Guard, e escreveu: "Você sai com a compreensão deprimente de que acabou de ver um dos filmes mais interessantes que a Marvel fará, e com sorte o menos interessante que Chloé Zhao fará". Brian Lowry, da CNN, escreveu: "Se este conto milenar de imortais escondidos à vista de todos na Terra pode repetir a história, servirá como um referendo sobre os músculos do estúdio, especialmente porque as falhas estruturais do filme compensam seus visuais impressionantes e performances fortes". Kyle Smith, da National Review, foi mais crítico em sua avaliação de Eternals, descrevendo-o como "um dos mais estúpidos, cafonas, banais e menos humanos" filmes do UCM.
A recepção mista pegou alguns comentaristas de surpresa, dado o histórico positivo do UCM e a aclamação do trabalho anterior de Zhao. Richard Newby, do The Hollywood Reporter, escreveu que "muitas das críticas ao trabalho de Kirby", que causaram divisões por seu tema e relação com o Universo Marvel mais amplo, "seguiram Zhao em sua adaptação". Newby comparou a resposta divisiva à dos filmes do Universo Estendido DC de Zack Snyder, Man of Steel e Batman v Superman: Dawn of Justice (2016), escrevendo que esses filmes e Eternals compartilham "uma abordagem desconstrutiva para super-heróis e os força a questionar seu propósito no mundo, por meio de batidas narrativas meditativas e melancólicas, e um final trágico, mas esperançoso". Newby sentiu que essa abordagem subverteu as expectativas dos críticos e do público, o que os fez avaliar o filme de forma mais severa. Zhao abordou algumas das críticas ao filme, acreditando que parte da divisão veio de todos "tendo uma crise existencial" por causa da pandemia do COVID-19 e do filme ser uma "crise existencial, tanto para a humanidade quanto para Deus". Ela também sentiu que as reações de como o filme incorporou suas sensibilidades cinematográficas com as da Marvel foram "uma prova de quanto nos fundimos; quão desconfortável isso pode fazer as pessoas se sentirem".

### Reconhecimentos
O filme recebeu o Selo de Representação Autêntica da Ruderman Family Foundation pela interpretação de Makkari por Ridloff. O Selo é concedido a filmes e séries de televisão que apresentam atores com deficiência que tenham pelo menos cinco linhas de diálogo.
| Prêmio                                   | Data da Cerimônia            | Categoria                                                         | Recebedor                                                     | Resultado | Ref.    |
| ---------------------------------------- | ---------------------------- | ----------------------------------------------------------------- | ------------------------------------------------------------- | --------- | ------- |
| Hollywood Critics Association Film Award | 28 de fevereiro de 2022      | Melhores Efeitos Visuais                                          | Daniele Bigi, Matt Aitken, Neil Corbould e Stephane Ceretti   | Indicado  | [ 161 ] |
| Visual Effects Society                   | 8 de março de 2022           | Melhores efeitos especiais (práticos) em um projeto fotorrealista | Neil Corbould, Keith Corbould, Ray Ferguson e Chris Motjuoadi | Indicado  | [ 162 ] |
| Satellite Award                          | 2 de abril de 2022           | Melhores Efeitos Visuais                                          | Matt Aitken, Daniele Bigi, Stephane Ceretti e Neil Corbould   | Indicado  | [ 163 ] |
| GLAAD Media Awards                       | 2 de abril/6 de maio de 2022 | Melhor filme - grande lançamento                                  | Eternals                                                      | Venceu    | [ 164 ] |
| Nickelodeon Kids' Choice Awards          | 9 de abril de 2022           | Atriz de filme favorita                                           | Angelina Jolie                                                | Indicado  | [ 165 ] |

## Documentário especial
Em fevereiro de 2021, a série documental Marvel Studios: Assembled foi anunciada. O especial Assembled: The Making of Eternals está programado para ser lançado no Disney+ em 16 de fevereiro de 2022.

## Futuro
Em novembro de 2021, Kaz e Ryan Firpo expressaram interesse em fazer uma série prequela de Eternals para o Disney+. Em janeiro de 2022, Gemma Chan disse que reprisaria o papel de Sersi no futuro.